# Torri campanarie di Belgio e Francia
Le torri campanarie di Belgio e Francia (in francese: beffrois de Belgique et de France) sono un insieme di cinquantasei torri campanarie costruite nel corso dei secoli in alcune località belghe e francesi e inserite a partire dal 1999 nell'elenco dei Patrimoni dell'umanità dell'UNESCO come riconoscimento di una manifestazione architettonica, simbolo di un'emergente indipendenza civica dalle influenze feudali e religiose nella storica regione delle Fiandre e nelle regioni circostanti.
L'UNESCO iscrisse trentadue torri nel suo primo elenco Campanili delle Fiandre e della Vallonia nel 1999. Nel 2005 vennero aggiunti anche il campanile di Gembloux (in Vallonia) e altre ventitré fra campanili e torri campanarie delle regioni francesi Nord-Passo di Calais e Piccardia, di conseguenza l'elenco venne rinominato con la sua designazione attuale. Un'esclusione eccellente è costituita dalla torre del Municipio di Bruxelles, già presente nell'elenco dei Patrimoni mondiali dell'umanità come parte della Grand Place di Bruxelles.
Oltre a torri civiche o edifici, come i municipi, che potevano rendere un servizio simile, la lista include edifici religiosi che servirono anche come torri d'osservazione: per esempio il campanile della cattedrale di Nostra Signora ad Anversa o quello della cattedrale di San Rombaldo a Malines o ancora quello della chiesa di San Leonardo a Zoutleeuw, tutti e tre nelle Fiandre. Alcune delle cinquantasei torri non sono unite a un altro edificio.

## Belgio
I numeri ID corrispondono all'ordine della lista completa ID 943/943bis dell'UNESCO, vedi Collegamenti esterni

### Fiandre
Anversa 
| ID 943-002 | Anversa   | Cattedrale di Nostra Signora                                                          |
| ID 943-003 | Anversa   | Municipio di Anversa                                                                  |
| ID 943-009 | Herentals | Ex palazzo della stoffa e municipio                                                   |
| ID 943-013 | Lier      | Municipio e torre campanaria                                                          |
| ID 943-016 | Malines   | Cattedrale di San Rombaldo                                                            |
| ID 943-015 | Malines   | Antico palazzo della stoffa col campanile, la parte più antica dell'odierno municipio |

 Fiandre Occidentali 
| ID 943-004 | Bruges     | Beffroi di Bruges                                        |
| ID 943-006 | Diksmuide  | Il municipio e il campanile                              |
| ID 943-011 | Courtrai   | Campanile                                                |
| ID 943-014 | Lo-Reninge | Ex municipio e campanile, oggigiorno un hotel            |
| ID 943-017 | Menen      | Municipio e campanile                                    |
| ID 943-018 | Nieuwpoort | Palazzo del mercato e campanile                          |
| ID 943-020 | Roeselare  | Municipio, palazzo del mercato e campanile               |
| ID 943-022 | Tielt      | Campanile, palazzo delle stoffe e camera degli assessori |
| ID 943-025 | Veurne     | La sede della viscontea di Veurne-Ambacht e il campanile |
| ID 943-010 | Ypres      | Mercato dei Tessuti e campanile                          |

 Fiandre Orientali 
| ID 943-001 | Aalst       | Casa degli assessori e campanile |
| ID 943-005 | Dendermonde | Municipio e campanile            |
| ID 943-007 | Eeklo       | Municipio e campanile            |
| ID 943-008 | Gand        | Beffroi di Gand                  |
| ID 943-019 | Oudenaarde  | Municipio e campanile            |

 Brabante Fiammingo 
| ID 943-012 | Lovanio   | Collegiata di San Pietro e campanile |
| ID 943-023 | Tienen    | Chiesa di San Germano e torre civica |
| ID 943-026 | Zoutleeuw | Chiesa di San Leonardo               |

 Limburgo 
| ID 943-021 | Sint-Truiden | Municipio e torre                         |
| ID 943-024 | Tongeren     | Basilica di Nostra Signora e torre civica |

### Vallonia
Hainaut 
| ID 943-027 | Binche    | Campanile del municipio |
| ID 943-028 | Charleroi | Campanile del municipio |
| ID 943-029 | Mons      | Campanile               |
| ID 943-031 | Thuin     | Campanile               |
| ID 943-032 | Tournai   | Torre civica di Tournai |

 Namur 
| ID 943-056 | Gembloux | Campanile |
| ID 943-030 | Namur    | Campanile |

## Francia

### Nord-Passo di Calais
Nord 
| ID 943-033 | Armentières | Campanile del municipio               |
| ID 943-034 | Bailleul    | Campanile del municipio               |
| ID 943-035 | Bergues     | Campanile                             |
| ID 943-036 | Cambrai     | Campanile della chiesa di San Martino |
| ID 943-037 | Comines     | Campanile del municipio               |
| ID 943-038 | Douai       | Campanile del municipio               |
| ID 943-040 | Dunkerque   | Campanile del municipio               |
| ID 943-039 | Dunkerque   | Campanile della chiesa di Sant'Eligio |
| ID 943-041 | Gravelines  | Campanile                             |
| ID 943-042 | Lilla       | Campanile del municipio               |
| ID 943-043 | Loos        | Campanile del municipio               |

 Pas-de-Calais 
| ID 943-044 | Aire-sur-la-Lys  | Campanile del municipio |
| ID 943-045 | Arras            | Campanile del municipio |
| ID 943-046 | Béthune          | Campanile               |
| ID 943-047 | Boulogne-sur-Mer | Campanile del municipio |
| ID 943-048 | Calais           | Campanile del municipio |
| ID 943-049 | Hesdin           | Campanile del municipio |

### Piccardia
Somme
| ID 943-050 | Abbeville     | Campanile                                                             |
| ID 943-051 | Amiens        | Campanile                                                             |
| ID 943-052 | Doullens      | Campanile dell'ex municipio, oggi il centro d'informazioni turistiche |
| ID 943-053 | Lucheux       | Campanile sui resti della porta della città                           |
| ID 943-054 | Rue           | Campanile                                                             |
| ID 943-055 | Saint-Riquier | Campanile                                                             |

## Galleria d'immagini

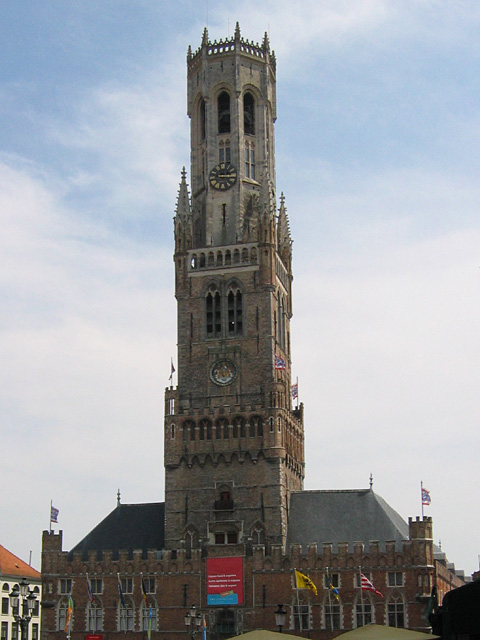
Beffroi di Bruges
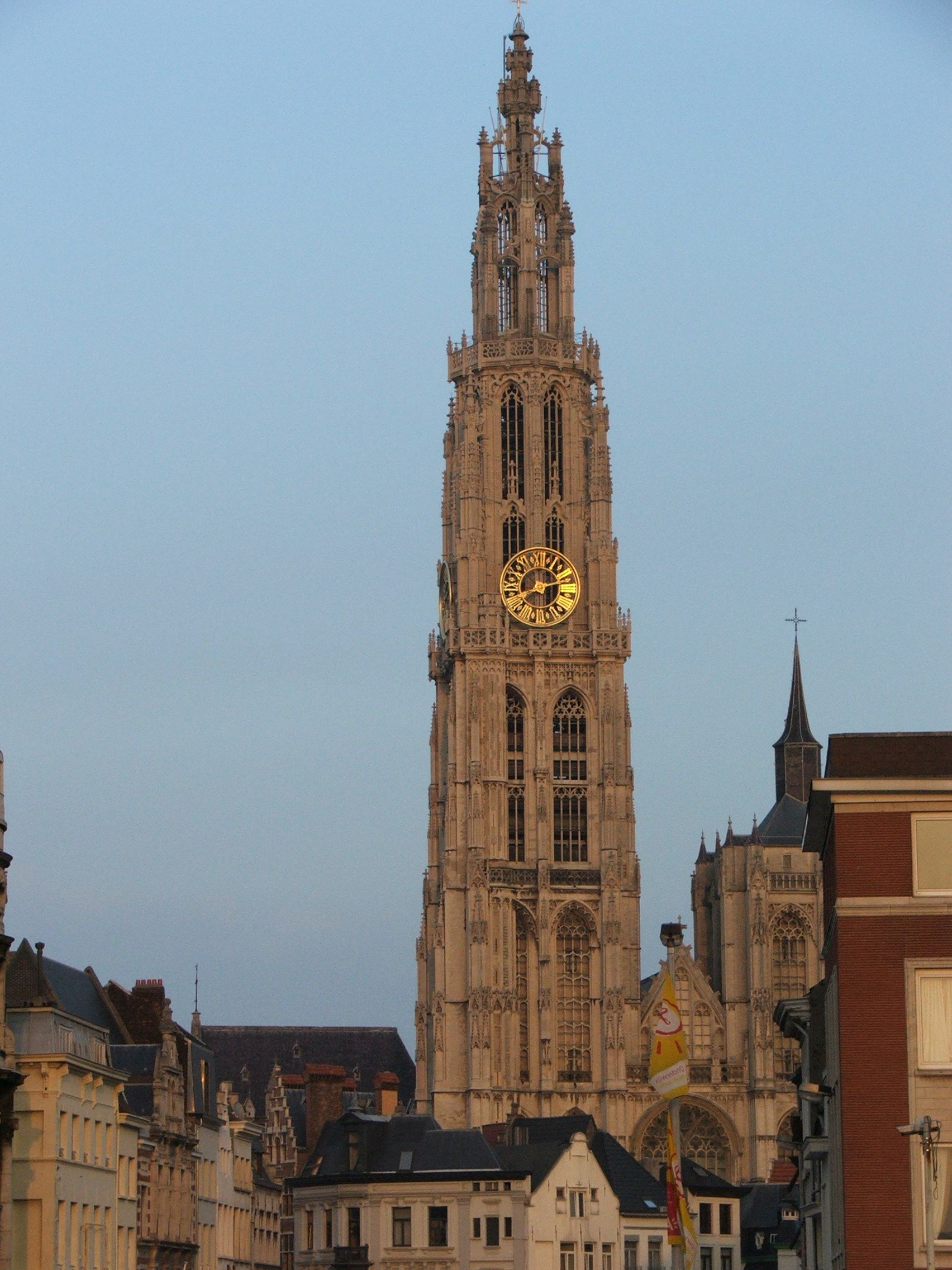
Cattedrale di Anversa
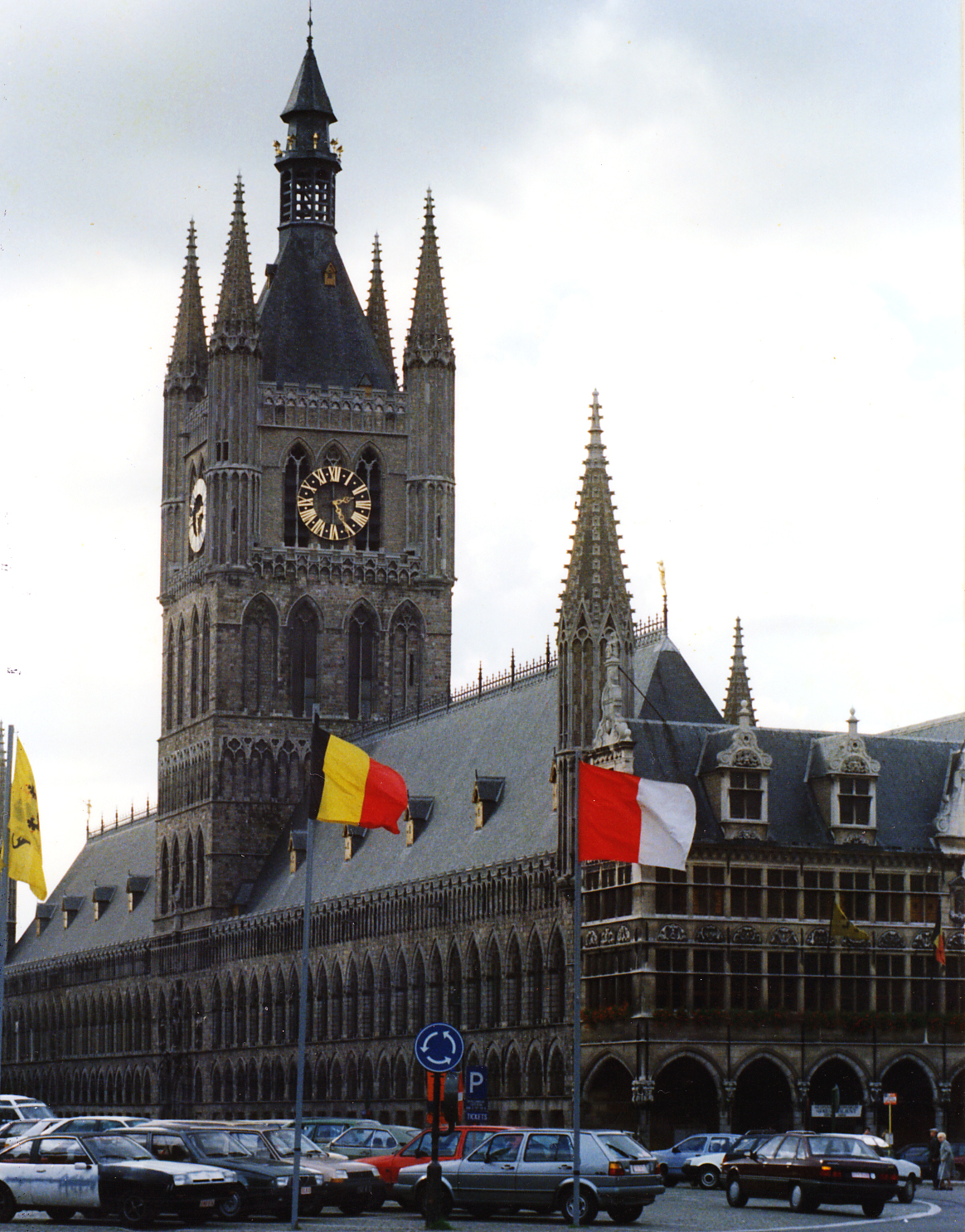
Mercato dei tessuti, ad Ypres
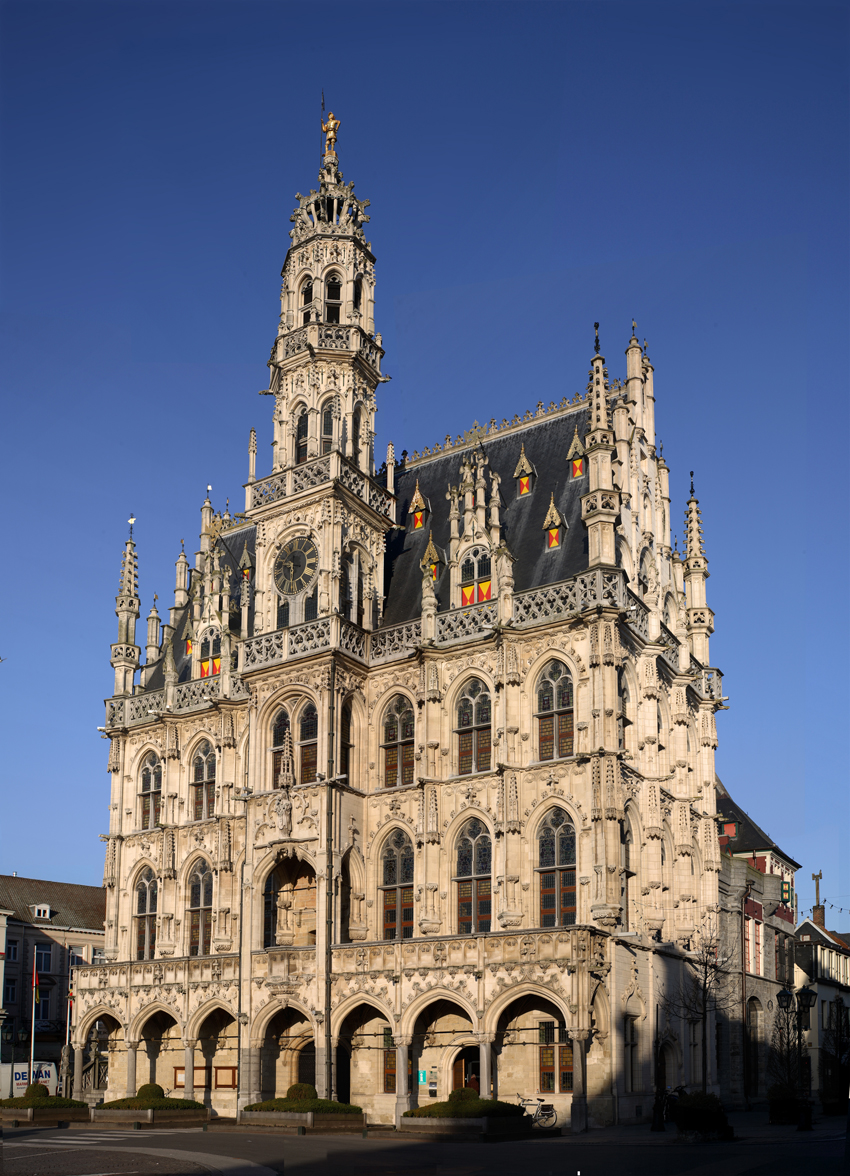
Municipio di Oudenaarde
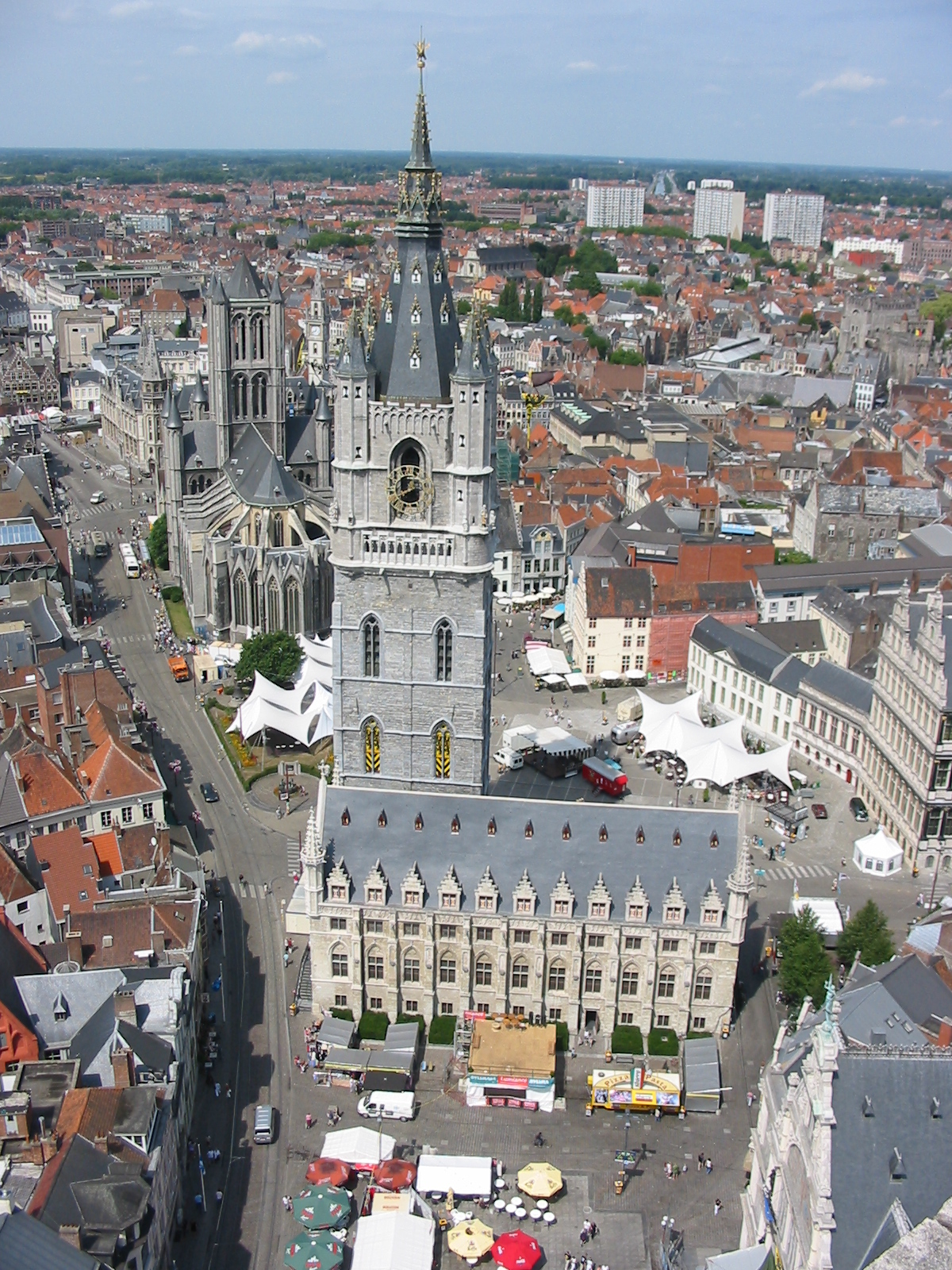
Beffroi di Gand
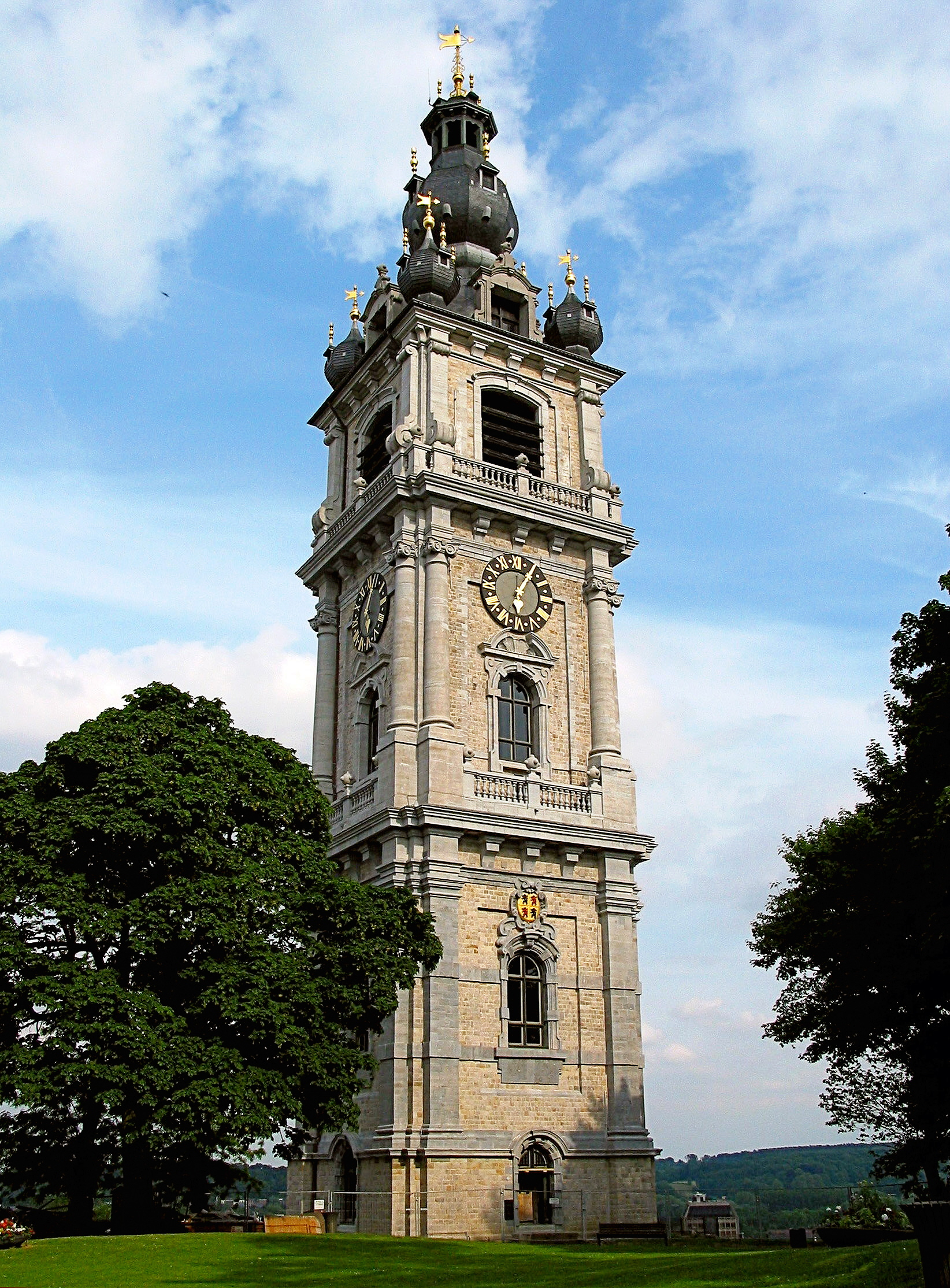
Beffroi di Mons
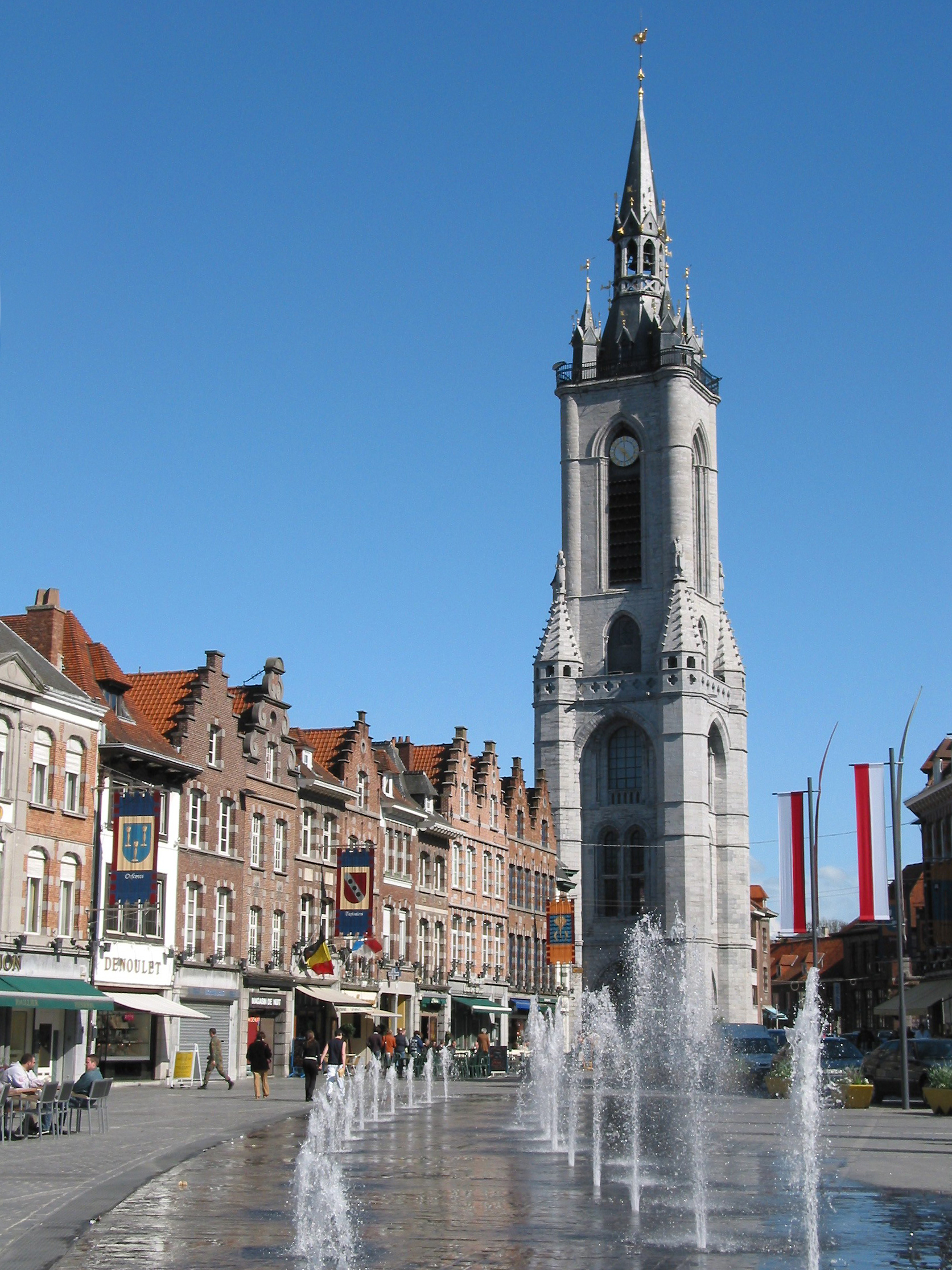
Campanile di Tournai
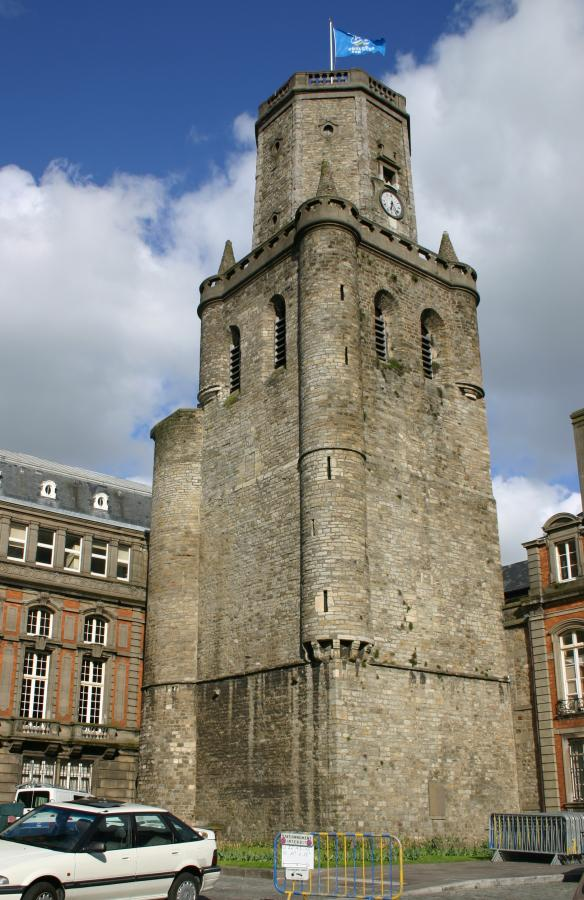
Boulogne-sur-Mer
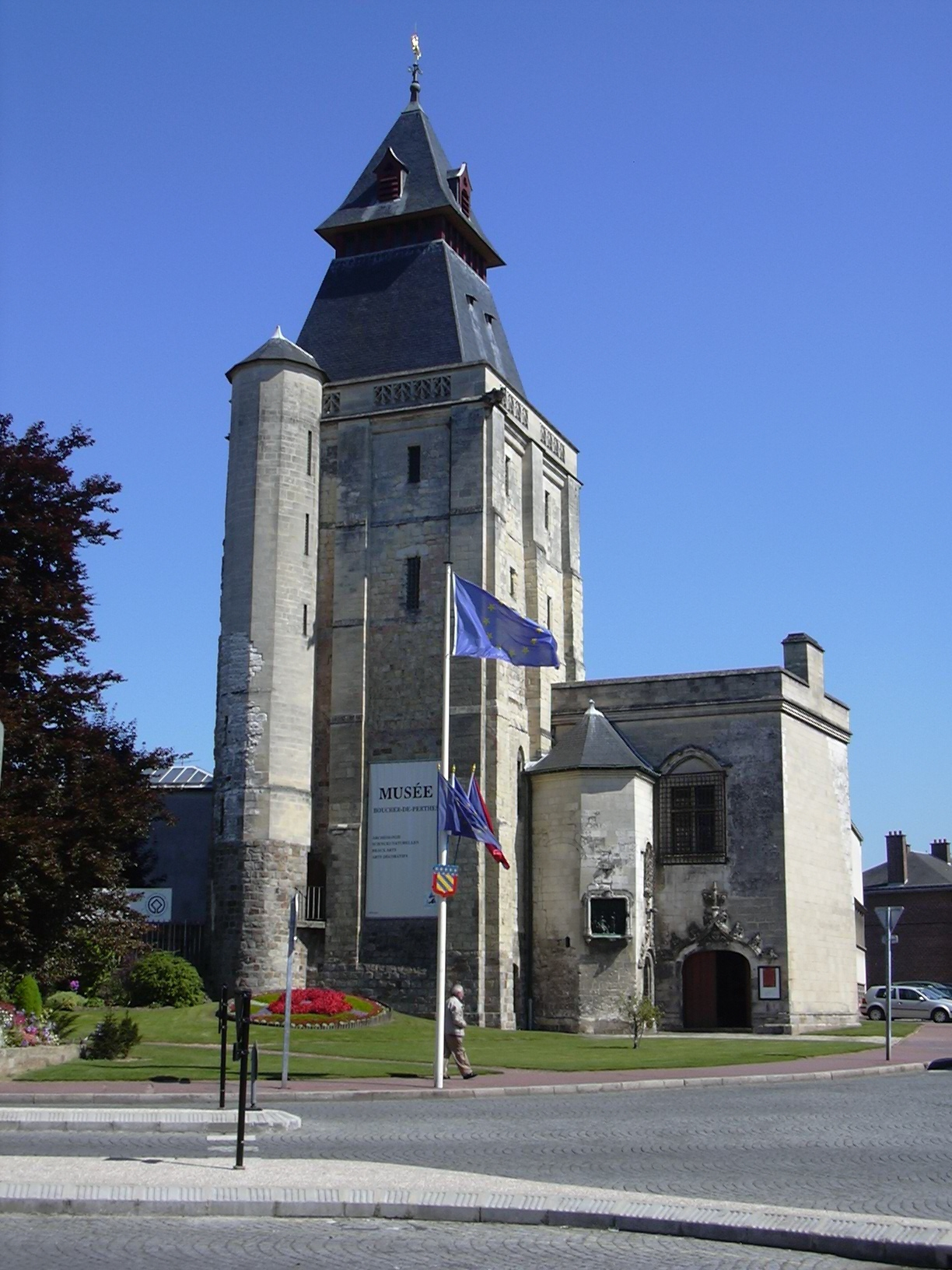
Abbeville
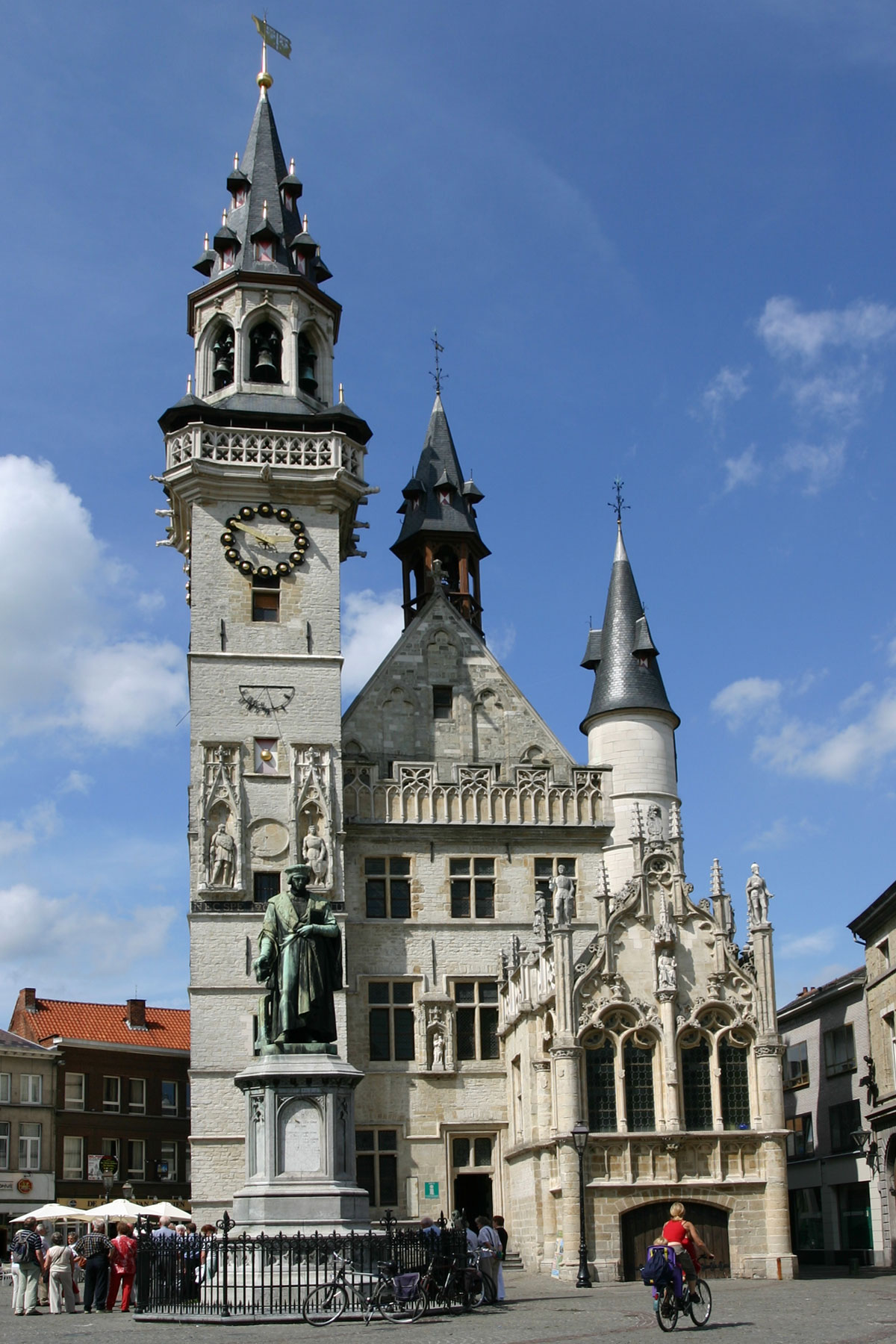
Aalst
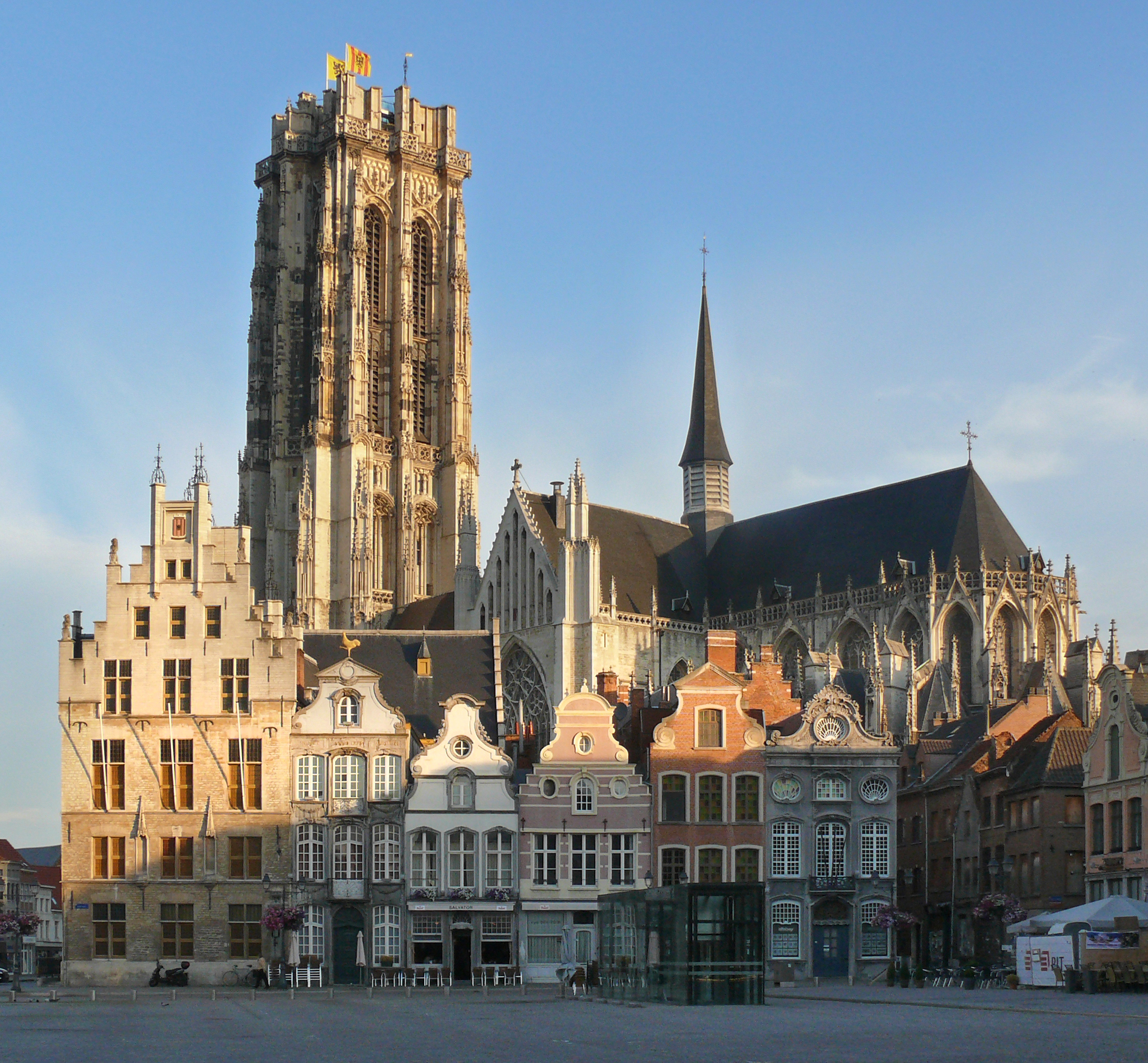
Cattedrale di Malines
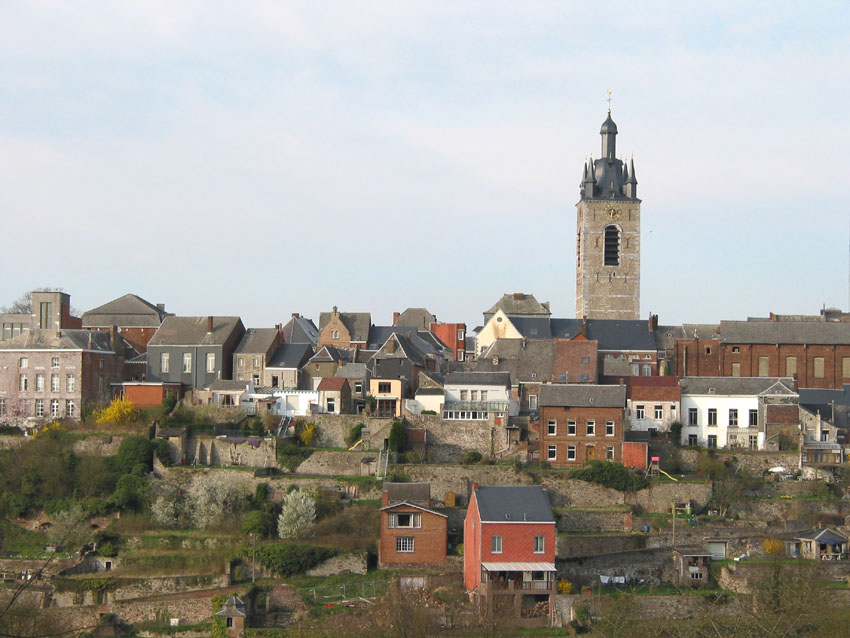
Campanile che domina la città vecchia e i giardini pensili di Thuin